# 浅間神社 (忍野村内野)
浅間神社（せんげんじんじゃ）とは、山梨県忍野村東部の内野（うちの）地区にある神社。地名を冠して内野浅間神社（うちのせんげんじんじゃ）とも呼ばれる。
現在は同村西部の忍草浅間神社の兼務社となっている。

## 概要
南北朝後の応永年間（1394年〜1428年）に尹良親王が南朝の四皇を奉祀して四皇三社浅間大神と称した。後花園天皇御代の永享6年（1434年）尹良親王の従兄・與良親王の孫・梅若王が神主となるも僅か3年で亡くなり、その霊を祀り富士浅間神社と称した。
明治5年（1872年）に村社に列し、明治41年（1908年）12月14日に神饌幣帛供進指定。

## 祭神
- 木花之咲耶姫命

相殿
- 天児屋根命
- 太玉命

## 境内
- 本殿・拝殿
- 鳥居

## 文化財
村指定文化財
- 三神像[3]
- 本殿・棟札（貞治2年（1363年）） - 村内最古。
- 神輿と原図
- 内野の獅子神楽舞（無形文化財）

自然
- 大トチ（村指定天然記念物）